# Gare de Shin-Tamana
La gare de Shin-Tamana (新玉名駅, Shin-Tamana-eki) est une gare ferroviaire de la ville de Tamana au Japon. La gare est exploitée par la compagnie JR Kyushu.

## Situation ferroviaire
La gare de Shin-Tamana est située au point kilométrique (PK) 90,4 de la ligne Shinkansen Kyūshū.

## Histoire
La gare a été inaugurée le 12 mars 2011 pour la prolongation de la ligne Shinkansen Kyūshū de Shin-Yatsushiro à Hakata.

## Service des voyageurs

### Accueil
La gare dispose d'un bâtiment voyageurs ouvert tous les jours, avec des guichets et des automates pour l'achat de titres de transport.

### Desserte
- Ligne Shinkansen Kyūshū :
  - voie 11 : direction Hakata et Shin-Osaka
  - voie 12 : direction Kumamoto et Kagoshima-Chūō